# Éder Álvarez Balanta
Éder Fabián Álvarez Balanta (Bogotá, Colombia, 28 de febrero de 1993) es un futbolista colombiano que juega como defensa o centrocampista y actualmente su equipo es el América de Cali de la Categoría Primera A.

## Trayectoria

### Inicios
La familia de Álvarez Balanta es oriundo de Puerto Tejada, ellos eran vecinos de Nicolas "El Ventugol" Ventura. Luego del traslado de su familia a la ciudad de Bogotá nació Eder y desde chico empezó a mostrar condiciones. En Colombia pasaría por Academia Compensar, de la Segunda División, y el Seleccionado Juvenil de Bogotá en el año 2010 ganando múltiples títulos colombianos.

### River Plate

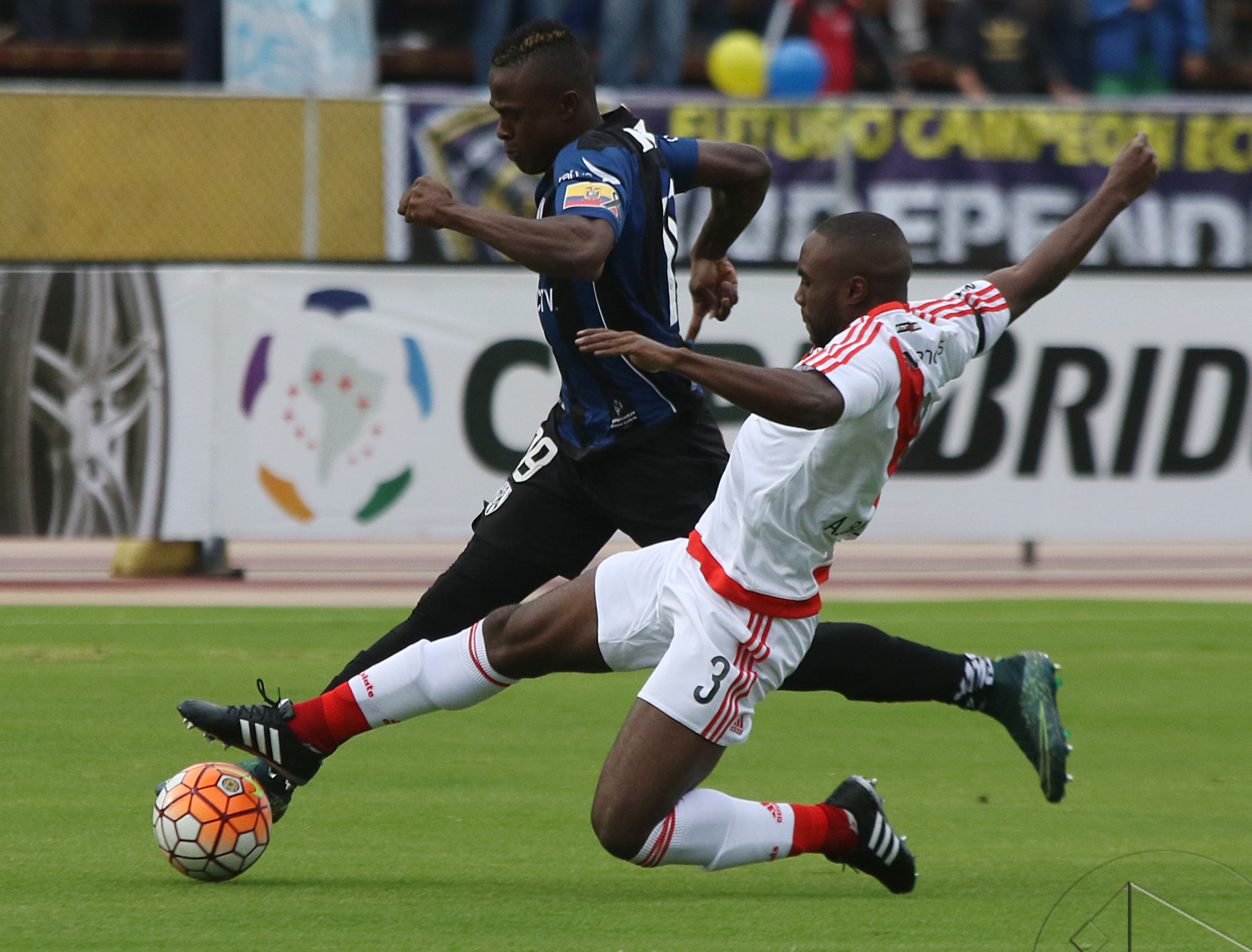
Balanta jugando para River en la Copa Libertadores 2016.

Sin debutar a nivel profesional en su país, en febrero de 2011 fue a probarse en River Plate quedando en la quinta división del club. Por sus buenos desempeños fue citado dos veces por Matías Almeyda para estar con el plantel superior al lado del otro jugador bogotano Javier Franco Cortés. De esta forma en enero de 2012 hizo la pretemporada con el equipo profesional con jugadores como Fernando Cavenaghi, David Trezeguet y Alejandro Domínguez. El 3 de junio de 2012 hizo parte de la suplencia en la semifinal de la Copa Argentina frente a Racing Club. Finalizada la temporada, el juvenil colombiano jugó la Copa Libertadores Sub-20, en la que River Plate se consagró campeón.
Hizo su debut frente a Racing en la victoria 2-0 de su equipo correspondiente por la octava fecha del Torneo Final 2013. Dos fechas después marcó su primer gol oficial frente a Godoy Cruz en la victoria de su equipo 2-1. Al siguiente partido frente a Quilmes volvió a marcar en el empate 1-1, desde ahí se afianzo como titular hasta que una lesión le hizo perderla.
En septiembre de 2013, se informó que el Barcelona había tomado interés en él como posible sucesor de Carles Puyol, y que River Plate pedía 50 millones de € por sus servicios, aunque semanas más tarde, su cláusula de liberación fue bajada a 15 millones de €. El 19 de febrero de 2015 jugó su primer partido titular por la Copa Libertadores, en la derrota de su equipo por 2-0 ante San José por la primera fecha de la edición 2015. El 19 de marzo en el partido contra Juan Aurich volvió a marcar, el único gol de su equipo en el empate 1-1 por la tercera fecha de la Copa.

### F.C. Basilea
El 14 de julio de 2016 se hizo oficial el traspaso del defensor hacia el Fussballclub Basilea de Suiza por un valor estimado de 4 millones de dólares por el 80% de su pase. Su debut fue el 29 de julio en la victoria 3 a 0 de su equipo sobre el F. C. Sion, en la que jugó todo el partido. Anotó su primer gol en Suiza el 21 de septiembre, dándole la victoria a su equipo 2 a 1 al último minuto sobre el F. C. Lausanne-Sport. El 28 de abril Basilea se coronó campeón de la Superliga de Suiza 2016-17 con seis fechas de anticipación en la victoria 2 a 1 como visitantes contra el F. C. Lucerna, con Balanta alejado del campo por lesión desde marzo.
Su primer gol de la temporada 2018-19 lo hace el 18 de agosto en la goleada 3 por 0 sobre el F. C. Montlingen por la Copa de Suiza. Vuelve y marca gol el 27 de octubre en la goleada 3 por 0 Grasshopper por Liga. El 15 de mayo vuelve y marca gol en la victoria 3 por 2 sobre el F. C. Lucerna.

### Club Brujas
El 2 de septiembre de 2019 fue oficializado su fichaje por el Club Brujas de la Primera División de Bélgica hasta 2022. Debutó el 14 de septiembre en la victoria 2 a 0 como visitantes ante el Círculo de Brujas jugando todo el partido. El 18 de septiembre debutó en la Champions League ingresando el segundo tiempo de la primera fecha para el 0-0 frente al Galatasaray.

## Selección nacional

### Selecciones juveniles
Fue convocado recurrentemente por el técnico Carlos Restrepo para hacer parte de una serie de microciclos de preparación para el Sudamericano Sub-20 de 2013 realizado en Argentina donde lograría quedar seleccionado, no obstante una lesión lo marginó de poder competir del torneo juvenil, el cual ganaría la selección colombiana.
Tiempo después antes de iniciar el Torneo Esperanzas de Toulon, sufre un desgarro que lo vuelve a marginar, además de la negativa de River Plate a cederlo.

### Selección absoluta
El 7 de noviembre de 2013 tendría su primera convocatoria en la selección colombiana por el director técnico José Pékerman para los amistosos frente a Bélgica y Países Bajos. En ambos partidos estuvo en el banco de suplentes y no ingresó.
Volvería a ser llamado por su combinado nacional para disputar un partido amistoso, el 5 de marzo de 2014 en Barcelona frente a Túnez. En dicho partido haría su debut con el seleccionado de su país, ingresando a los 66 minutos por Pablo Armero, el encuentro culminaría empatado 1-1.
El 13 de mayo de 2014 fue incluido por el entrenador Pékerman en la lista preliminar de 30 jugadores con miras a la Copa Mundial de Fútbol de 2014. Finalmente, fue seleccionado en la nómina definitiva de 23 jugadores el 2 de junio. El 11 de mayo de 2015 fue seleccionado por José Pékerman en los 30 preconvocados para disputar la Copa América 2015.
El 29 de septiembre de 2021 fue nuevamente convocado para la triple fecha de eliminatorias contra Uruguay, Brasil y Ecuador.

#### Participaciones enCopas del Mundo
| Mundial                | Sede   | Resultado        | PJ | GA | Asis |
| ---------------------- | ------ | ---------------- | -- | -- | ---- |
| Mundial de Brasil 2014 | Brasil | Cuartos de final | 1  | 0  | 0    |

#### Participaciones enEliminatorias al Mundial
| Eliminatoria                        | Sede del Mundial       | Posición               | Resultado   | PJ                                | GA | Asis |
| ----------------------------------- | ---------------------- | ---------------------- | ----------- | --------------------------------- | -- | ---- |
| Eliminatorias Mundial de Rusia 2018 | Rusia                  | 4°lugar 27pts          | Clasificado | 1                                 | 0  | 0    |
| Eliminatorias Mundial de Catar 2022 | Catar                  | 6°lugar 23pts          | Eliminado   | 0 (2 convocatorias como suplente) | 0  | 0    |
| Total en Eliminatorias              | Total en Eliminatorias | Total en Eliminatorias | 1/2         | 1                                 | 0  | 0    |

#### Detalle de partidos
| \| Fecha \| Ciudad \| Local \| Resultado \| Visitante \| Competencia \| Goles \| Asistencias \| Tiempo Jugado \| \| ---------- \| --------------------- \| -------------- \| --------- \| ----------- \| ----------------------------------- \| ----- \| ----------- \| ------------- \| \| 2014-03-05 \| Cornellá de Llobregat \| Colombia \| 1:1 \| Túnez \| Amistoso \| 0 \| 0 \| 24 \| \| 2014-05-31 \| Buenos Aires \| Colombia \| 2:2 \| Senegal \| Amistoso \| 0 \| 0 \| 24 \| \| 2014-06-06 \| Buenos Aires \| Colombia \| 3:0 \| Jordania \| Amistoso \| 0 \| 0 \| 45 \| \| 2014-06-24 \| Cuiabá \| Japón \| 1:4 \| Colombia \| Mundial de Brasil 2014 \| 0 \| 0 \| 90 \| \| 2014-10-10 \| Harrison \| Colombia \| 3:0 \| El Salvador \| Amistoso \| 0 \| 0 \| 90 \| \| 2015-09-09 \| Nueva Jersey \| Colombia \| 1:1 \| Perú \| Amistoso \| 0 \| 0 \| 24 \| \| 2016-11-15 \| San Juan \| Argentina \| 3:0 \| Colombia \| Eliminatorias Mundial de Rusia 2018 \| 0 \| 0 \| 90 \| \| 2017-11-14 \| China \| China \| 0:4 \| Colombia \| Amistoso \| 0 \| 0 \| 15 \| \| 2022-06-05 \| Arabia Saudita \| Arabia Saudita \| 0:1 \| Colombia \| Amistoso \| 0 \| 0 \| 78 \| \| Total \| \| Presencias \| 9 \| \| Goles y asistencias \| 0 \| 0 \| 480 \| |                       |                |           |             |                                     |       |             |               |
| Fecha | Ciudad                | Local          | Resultado | Visitante   | Competencia                         | Goles | Asistencias | Tiempo Jugado |
| 2014-03-05 | Cornellá de Llobregat | Colombia       | 1:1       | Túnez       | Amistoso                            | 0     | 0           | 24            |
| 2014-05-31 | Buenos Aires          | Colombia       | 2:2       | Senegal     | Amistoso                            | 0     | 0           | 24            |
| 2014-06-06 | Buenos Aires          | Colombia       | 3:0       | Jordania    | Amistoso                            | 0     | 0           | 45            |
| 2014-06-24 | Cuiabá                | Japón          | 1:4       | Colombia    | Mundial de Brasil 2014              | 0     | 0           | 90            |
| 2014-10-10 | Harrison              | Colombia       | 3:0       | El Salvador | Amistoso                            | 0     | 0           | 90            |
| 2015-09-09 | Nueva Jersey          | Colombia       | 1:1       | Perú        | Amistoso                            | 0     | 0           | 24            |
| 2016-11-15 | San Juan              | Argentina      | 3:0       | Colombia    | Eliminatorias Mundial de Rusia 2018 | 0     | 0           | 90            |
| 2017-11-14 | China                 | China          | 0:4       | Colombia    | Amistoso                            | 0     | 0           | 15            |
| 2022-06-05 | Arabia Saudita        | Arabia Saudita | 0:1       | Colombia    | Amistoso                            | 0     | 0           | 78            |
| Total |                       | Presencias     | 9         |             | Goles y asistencias                 | 0     | 0           | 480           |

## Estadísticas
| Club                        | Div.          | Temporada     | Liga  | Liga  | Liga   | Copas nacionales | Copas nacionales | Copas nacionales | Copas internacionales | Copas internacionales | Copas internacionales | Total | Total | Total  |
| Club                        | Div.          | Temporada     | Part. | Goles | Asist. | Part.            | Goles            | Asist.           | Part.                 | Goles                 | Asist.                | Part. | Goles | Asist. |
| --------------------------- | ------------- | ------------- | ----- | ----- | ------ | ---------------- | ---------------- | ---------------- | --------------------- | --------------------- | --------------------- | ----- | ----- | ------ |
| C. A. River Plate Argentina | 1.ª           | 2013          | 9     | 2     | 0      | 0                | 0                | 0                | -                     | -                     | -                     | 9     | 2     | 0      |
| C. A. River Plate Argentina | 1.ª           | 2013-14       | 29    | 0     | 0      | 0                | 0                | 0                | 4                     | 0                     | 0                     | 33    | 0     | 0      |
| C. A. River Plate Argentina | 1.ª           | 2014          | 2     | 0     | 0      | 0                | 0                | 0                | 1                     | 0                     | 0                     | 3     | 0     | 0      |
| C. A. River Plate Argentina | 1.ª           | 2015          | 11    | 0     | 0      | 1                | 0                | 0                | 11                    | 1                     | 1                     | 23    | 1     | 1      |
| C. A. River Plate Argentina | 1.ª           | 2016          | 9     | 0     | 0      | 0                | 0                | 0                | 6                     | 0                     | 0                     | 15    | 0     | 0      |
| C. A. River Plate Argentina | Total club    | Total club    | 60    | 2     | 0      | 1                | 0                | 0                | 22                    | 1                     | 1                     | 83    | 3     | 1      |
| F. C. Basilea · Suiza       | 1.ª           | 2016-17       | 19    | 1     | 1      | 1                | 1                | 0                | 6                     | 0                     | 0                     | 26    | 2     | 1      |
| F. C. Basilea · Suiza       | 1.ª           | 2017-18       | 15    | 0     | 1      | 3                | 0                | 0                | 6                     | 0                     | 0                     | 24    | 0     | 1      |
| F. C. Basilea · Suiza       | 1.ª           | 2018-19       | 20    | 2     | 0      | 5                | 1                | 0                | 6                     | 0                     | 0                     | 31    | 3     | 0      |
| F. C. Basilea · Suiza       | 1.ª           | 2019-20       | 4     | 0     | 0      | 0                | 0                | 0                | 4                     | 0                     | 0                     | 8     | 0     | 0      |
| F. C. Basilea · Suiza       | Total club    | Total club    | 58    | 3     | 2      | 9                | 2                | 0                | 22                    | 0                     | 0                     | 89    | 5     | 2      |
| Club Brujas · Bélgica       | 1.ª           | 2019-20       | 16    | 2     | 1      | 5                | 1                | 0                | 6                     | 0                     | 0                     | 27    | 3     | 1      |
| Club Brujas · Bélgica       | 1.ª           | 2020-21       | 25    | 1     | 0      | 3                | 0                | 0                | 6                     | 0                     | 0                     | 34    | 1     | 0      |
| Club Brujas · Bélgica       | 1.ª           | 2021-22       | 29    | 1     | 1      | 4                | 2                | 0                | 5                     | 0                     | 0                     | 38    | 3     | 1      |
| Club Brujas · Bélgica       | 1.ª           | 2022-23       | 9     | 0     | 0      | 0                | 0                | 0                | 4                     | 0                     | 0                     | 13    | 0     | 0      |
| Club Brujas · Bélgica       | 1.ª           | 2023-24       | 21    | 0     | 0      | 5                | 0                | 0                | 6                     | 1                     | 1                     | 32    | 1     | 1      |
| Club Brujas · Bélgica       | Total club    | Total club    | 100   | 4     | 2      | 17               | 3                | 0                | 27                    | 1                     | 1                     | 144   | 8     | 3      |
| F. C. Schalke 04 · Alemania | 1.ª           | 2022-23       | 6     | 0     | 0      | 0                | 0                | 0                | 0                     | 0                     | 0                     | 6     | 0     | 0      |
| F. C. Schalke 04 · Alemania | Total club    | Total club    | 6     | 0     | 0      | 0                | 0                | 0                | 0                     | 0                     | 0                     | 6     | 0     | 0      |
| Total carrera               | Total carrera | Total carrera | 224   | 9     | 4      | 27               | 5                | 0                | 71                    | 2                     | 2                     | 322   | 16    | 6      |
| 1. 2.                       |               |               |       |       |        |                  |                  |                  |                       |                       |                       |       |       |        |

### Resumen estadístico
|                              | Partidos | Goles | Promedio | Asistencias | Promedio |
| ---------------------------- | -------- | ----- | -------- | ----------- | -------- |
| Liga                         | 205      | 9     | 0,04     | 4           | 0,00     |
| Copas nacionales             | 22       | 5     | 0,33     | 0           | 0,0      |
| Copas internacionales        | 65       | 1     | 0,04     | 1           | 0,16     |
| Selección de Colombia        | 9        | 0     | 0,00     | 0           | 0,00     |
| Selección de Colombia sub-20 | 6        | 0     | 0,00     | 0           | 0,00     |
| Total                        | 307      | 15    | 0,05     | 5           | 0,01     |

## Palmarés

### Títulos nacionales
| Título                        | Club              | País      | Año      |
| ----------------------------- | ----------------- | --------- | -------- |
| Primera División de Argentina | C. A. River Plate | Argentina | F - 2014 |
| Copa Campeonato               | C. A. River Plate | Argentina | 2014     |
| Superliga de Suiza            | F. C. Basilea     | Suiza     | 2016-17  |
| Copa de Suiza                 | F. C. Basilea     | Suiza     | 2016-17  |
| Copa de Suiza                 | F. C. Basilea     | Suiza     | 2018-19  |
| Pro League                    | Club Brujas       | Bélgica   | 2019-20  |
| Pro League                    | Club Brujas       | Bélgica   | 2020-21  |
| Supercopa de Bélgica          | Club Brujas       | Bélgica   | 2021     |
| Pro League                    | Club Brujas       | Bélgica   | 2021-22  |
| Supercopa de Bélgica          | Club Brujas       | Bélgica   | 2022     |
| Pro League                    | Club Brujas       | Bélgica   | 2023-24  |

### Títulos internacionales
| Título              | Club              | Sede         | Año  |
| ------------------- | ----------------- | ------------ | ---- |
| Copa Sudamericana   | C. A. River Plate | Buenos Aires | 2014 |
| Recopa Sudamericana | C. A. River Plate | Buenos Aires | 2015 |
| Copa Libertadores   | C. A. River Plate | Buenos Aires | 2015 |
| Copa Suruga Bank    | C. A. River Plate | Suita        | 2015 |